# Parrondův paradox
Parrondův paradox v teorii her byl popsán jako případ, kdy kombinace prohrávajících herních strategií se stává vítěznou strategií.
Je pojmenován po svém tvůrci Juanu Parrondovi, který tento paradox objevil v roce 1996. Jiný, více vysvětlující popis zní: existuje dvojice herních strategií, každá s vyšší pravděpodobností prohry než vítězství, pro které je možné sestavit vítěznou strategii střídavým hraním her.
Parrondo vymyslel paradox v souvislosti se svou analýzou tzv. Brownovy západky, myšlenkového experimentu o jednoduchém stroji, skládajícím se z malého lopatkového kolečka a západky, který může údajně extrahovat mechanickou práci z náhodných fluktuací tepla v systému, nacházejícím se v tepelné rovnováze; to by bylo v rozporu s druhým termodynamickým zákonem (podrobná analýza ukázala, proč to není možné).
Vítězné strategie sestávající z různých kombinací prohrávajících strategií byly zkoumány v biologii již předtím, než byl publikován Parrondův paradox.

## Jednoduchý příklad
Jsou dvě hry, hra A a hra B, s následujícími pravidly:
- ve hře A ztratí hráč 1 dolar pokaždé, když hraje,
- ve hře B záleží na tom, kolik peněz hráči zbývá ⁠ ⁠–  pokud je to sudé číslo, vyhraje 3 dolary, jinak prohrává 5 dolarů.

Na začátku má hráč 100 dolarů. Pokud bude hrát výhradně hru A, zjevně prohraje všechny peníze ve 100 kolech. Podobně, pokud se rozhodne hrát výhradně hru B, prohraje také všechny své peníze ve 100 kolech. Pokud ale zvolí alternativní hraní her, začne hrou B, následovanou hrou A, pak opět B a tak dále (BABABA...), bude stabilně vydělávat celkem 2 dolary za každé dvě hry.
I když tedy každá z her hraná samostatně vede k prohře, při jejich střídání může pořadí, ve kterém se hry hrají, ovlivnit – protože výsledky hry B jsou ovlivněny hrou A – jak často hra B vydělává peníze. Následně je výsledek jiný, než když se obě hry hrají samostatně.